# Soft Machine
I Soft Machine sono un gruppo musicale inglese formatosi nel 1966 a Canterbury, nel Kent. Il nome viene dall'omonimo romanzo di William S. Burroughs del 1961, pubblicato in italiano con il titolo La macchina morbida. Scioltisi nel 1984, dal 1999 alcuni ex-membri del gruppo hanno dato vita a band satelliti e nel 2015 l'ultimo di questi gruppi, i Soft Machine Legacy, ha ripreso la denominazione originale Soft Machine.
Sono stati una delle formazioni di punta della scena di Canterbury, nonché una delle band pioniere del rock progressivo e, insieme ai Pink Floyd e ai Tomorrow, rappresentano la prima originale ondata della sperimentazione e della psichedelia a Londra. Il loro stile musicale si è evoluto negli anni e dai primi anni settanta si basa sulla fusion.

## Storia del gruppo

### Premesse

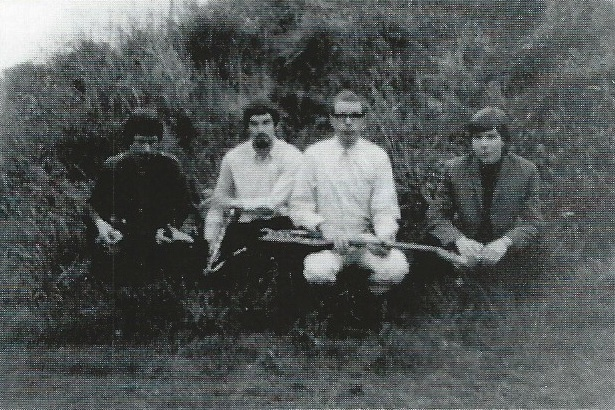
I Wilde Flowers nel 1965

Nel 1960, il musicista australiano Daevid Allen si trasferisce da Parigi, dove aveva maturato una grande esperienza musicale negli ambienti jazz, a Canterbury in Inghilterra, ospite della famiglia dell'allora sedicenne Robert Wyatt. I due suonano spesso assieme accomunati dall'interesse per il jazz. Daevid conosce anche Kevin Ayers. Nel 1962 Wyatt registra dei brani con il nucleo di quelli che saranno i Wilde Flowers, assieme a lui ci sono i fratelli Hugh e Brian Hopper e Mike Ratledge.
Nel 1963, Daevid, Wyatt e Hugh Hopper formano il Daevid Allen Trio, la cui musica è basata sul jazz e risente dell'influenza del dadaismo. La registrazione di un loro concerto al famoso Marquee Club di Londra, a cui partecipa come ospite Mike Ratledge alle tastiere, verrà pubblicata nel 1993 dall'etichetta Voiceprint Records con il titolo Live 1963. Il gruppo si scioglie in fretta, Allen si stabilisce a Parigi, mentre Hopper e Wyatt tornano a Canterbury e riversano l'esperienza maturata nei Wilde Flowers. La prima formazione vede i due fratelli Hopper, Wyatt, Ayers e il quindicenne Richard Sinclair.
Le registrazioni si fanno sempre più frequenti e nel 1964 tengono i primi concerti. Negli anni che seguono, diversi musicisti si alternano nella band, che raffina lo stile e diventa la pietra d'angolo della corrente nota come scena di Canterbury. Da questa esperienza nasceranno i due gruppi più rappresentativi dei tronconi principali di tale corrente, i Soft Machine, capofila del filone più sperimentale, e i Caravan di quello più melodico. I Wilde Flowers si scioglieranno nel 1969 senza riuscire a pubblicare alcun disco e sarà ancora la Voiceprint che nel 1994 pubblicherà una raccolta dei loro brani nell'album eponimo The Wilde Flowers. Nel 1966, Wyatt, Hugh Hopper, Ayers e Ratledge abbandonano il progetto Wilde Flowers per riunirsi a Daevid Allen.

### La fondazione e gli anni di Daevid Allen

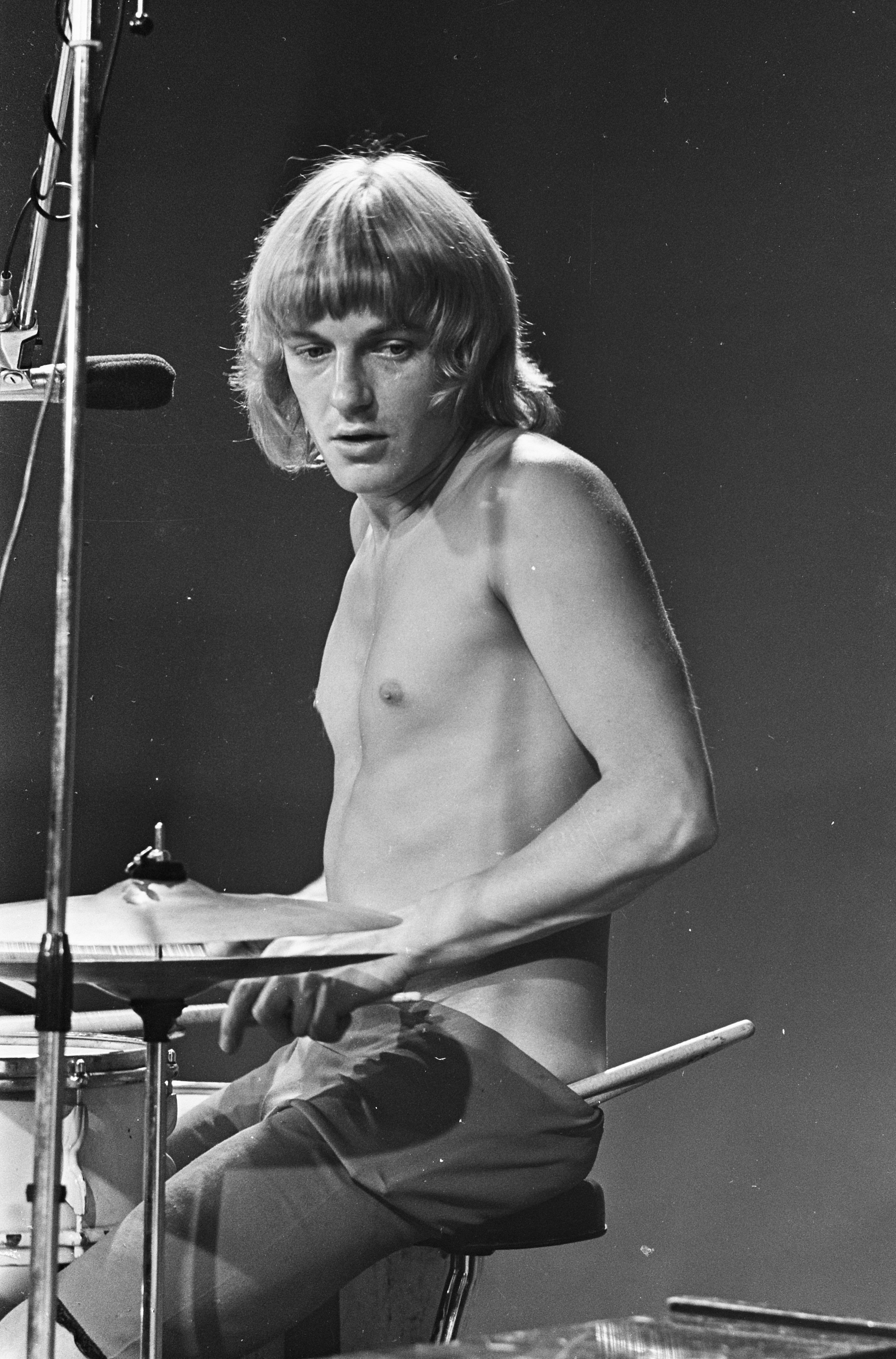
Robert Wyatt nel 1967 durante un'esibizione dei Soft Machine in uno studio televisivo della VPRO

In quegli anni, molti di questi musicisti alternavano i soggiorni inglesi con altri a Deià, nell'isola spagnola di Maiorca. Fu durante uno di questi soggiorni che, nella primavera del 1966, Allen e Ayers convinsero il milionario americano Wes Brunson a finanziare il progetto Soft Machine. Si comprarono così tutta l'attrezzatura necessaria per la nuova sala prove che affittarono nei dintorni di Canterbury.
La prima formazione è del maggio del 1966 e comprende Kevin Ayers (basso), Robert Wyatt (batteria e voce), Daevid Allen (chitarra) e Mike Ratledge (tastiere). Al gruppo si aggrega come road manager anche Hugh Hopper, che partecipa suonando alle prove e componendo alcuni dei loro brani. All'inizio si fanno chiamare Mister Head ed è nell'agosto dello stesso anno che prendono il nome Soft Machine.
Nel gennaio del 1967 vengono scritturati assieme ai primi Pink Floyd per suonare al celebre UFO Club di Londra, e nello stesso mese registrano per la Polydor il primo 45 giri, Love Makes Sweet Music. La conferenza stampa di presentazione del disco si tiene il 22 febbraio, la sera stessa allo Speakeasy Club di Londra sono il gruppo spalla della Jimi Hendrix Experience e lo stesso Jimi si unisce a loro suonando il basso.
Allen fa ascoltare la registrazione del concerto al produttore Giorgio Gomelsky il quale, entusiasta, nell'aprile del 1967 produce una serie di demo che saranno però pubblicati solo nel 1972 con il titolo Faces And Places Vol.7 (in altre edizioni At the Beginning e Jet-Propelled Photographs), in quello che avrebbe potuto essere il loro primo LP. Diventano in breve una cult band della scena londinese e Gomelsky finanzia la tournée estiva francese che ottiene un successo clamoroso.
Al ritorno in Inghilterra ad Allen viene negato il visto d'ingresso, durante il suo precedente soggiorno inglese era rimasto nel Paese con il visto scaduto, deve quindi lasciare il gruppo e tornare in Francia dove poco dopo fonda il primo nucleo dei Gong, altro importante gruppo di derivazione Canterbury.

### Gli anni della maturazione
I Soft Machine proseguono l'attività come trio e vengono ingaggiati come gruppo di apertura per il tour nordamericano della Jimi Hendrix Experience che ha inizio nel febbraio del 1968. Le loro esibizioni sono apprezzate dal pubblico di oltre oceano e durante la tournée, nell'aprile del 1968, registrano in soli quattro giorni a New York il promo con i due brani Joy of a Toy e Why Are We Sleeping? e il primo Lp, The Soft Machine. Anche se il suono è ancora abbastanza grezzo, l'album si distingue per i molti spunti interessanti. Parte della follia dadaista di Allen è conservata, le improvvisazioni (incrociate principalmente tra batteria ed organo) si susseguono e frequenti sono gli assoli. Il disco spazia tra il beat e la psichedelia, con alcuni accenni alla musica orientale e il jazz. Viene prodotto da Tom Wilson e Chas Chandler ed è la prima pubblicazione della Probe, una casa discografica specializzata in rock progressivo affiliata alla ABC Records.
Di ritorno dagli Stati Uniti, per alcuni mesi suona nel gruppo il chitarrista Andy Summers (poi nei Police). Dopo qualche settimana di prove ripartono per una nuova tournée negli States, ma Summers viene licenziato per dissapori con Ayers. Alla fine del tour, stanco per i frequenti spostamenti e disgustato dal "musical business", Ayers abbandona il gruppo e raggiunge Daevid Allen a Maiorca. Nel dicembre del 1968 la band si scioglie, ma la Probe, entusiasta del successo riscosso dal primo disco, impone l'osservanza degli impegni contrattuali che prevedevano la realizzazione di un secondo album. È così che i Soft si riformano nel febbraio del 1969 con al basso Hugh Hopper, che aveva già collaborato suonando in una canzone del primo disco ed era stato componente dei disciolti Daevid Allen Trio e dei Wilde Flowers.
Il secondo album Volume Two viene autoprodotto e registrato tra il febbraio e il marzo del 1969 negli studi della Olympic Sound di Londra. Questo nuovo lavoro rappresenta una svolta musicale decisiva, la presenza di Hugh Hopper e la partecipazione del fratello Brian al sax incanalano il sound nei binari del rock sperimentale e della fusion. La prima facciata, in cui prevale il contributo di Wyatt, presenta canzoni più legate alle follie dadaiste dei primi lavori, mentre nella seconda, dove trovano maggiore spazio le tastiere di Ratledge, vengono esplorate le nuove tendenze jazzistiche e la musica risente delle influenze di Frank Zappa e del minimalismo di Terry Riley. Per la prima volta Wyatt propone, nel brano A Concise British Alphabet part 2, un saggio della "malinconia nonsense" che lo caratterizzerà nella successiva carriera solista. L'opera rappresenta la prima fusione mai eseguita tra il rock, la psichedelia, il dadaismo, il jazz e l'avanguardia.
L'alto livello musicale della band trova conferma subito dopo le registrazioni di Volume Two, con Wyatt, Ratledge e Hopper che suonano in due brani di The Madcap Laughs, il disco di esordio di Syd Barrett, che aveva appena lasciato i Pink Floyd.
Il massimo livello artistico, l'apice della notorietà e il definitivo riconoscimento della critica giungono con Third, un album doppio con soli quattro brani, ciascuno della lunghezza di un'intera facciata, pubblicato il 6 giugno del 1970. La concezione musicale del disco nonché l'ingresso del sassofonista Elton Dean, che a partire da quest'album diventa un membro stabile del gruppo, di altri strumenti a fiato (Mark Charig alla tromba, Nick Evans al trombone, oltre al pianista jazz Keith Tippett) e di un violino, orientano il sound verso il jazz rock di Miles Davis, che in quel periodo stava rivoluzionando la scena musicale americana, e lo avvicinano ulteriormente alle creazioni minimaliste di Terry Riley, mantenendo comunque intatte le doti di peculiarità e di originalità della band. La splendida Moon in June è composta da Wyatt, che dà libero sfogo alle sue doti vocali ed esprime il suo genio di compositore e batterista. Gli altri tre brani, Slightly All The Time e Out Bloody Rageous di Ratledge, e Facelift di Hopper, risentono maggiormente delle atmosfere jazzistiche e confermano il livello di maturità raggiunto dal gruppo.
Nel frattempo si viene a creare una frattura nel gruppo quando Ratledge e Hopper, contrari alla concezione musicale di Moon in June, vi partecipano per brevi tratti, lasciando Wyatt a suonare i vari strumenti da solo. Durante i concerti dal vivo il brano viene suonato in versione ridotta, limitata alle parti in cui Ratledge e Hopper partecipano nell'album. Il grande disappunto di Robert, che aveva invece entusiasticamente contribuito agli altri brani, lo porterà a lasciare la band nell'anno successivo. Già durante la preparazione di Third, Wyatt incide il suo primo lavoro solista, The End of an Ear.
Nel 1971 esce l'album strumentale Fourth, che testimonia la definitiva consacrazione della band al jazz rock; il gruppo è ormai nelle mani di Ratledge, Wyatt viene confinato alla batteria, non canta e non partecipa alla stesura dei brani. Ne esce un prodotto che, malgrado risulti piuttosto freddo nelle sue atmosfere rigidamente jazzistiche, raggiunge un alto livello dal punto di vista musicale, stilistico e professionale, garantendosi entusiasti favori della critica.
Dopo l'uscita di Fourth, Wyatt sente l'esigenza di nuovi stimoli e lascia il gruppo, deluso dall'impostazione musicale voluta da Ratledge in cui non trovano spazio la sua creatività e le sue sperimentazioni vocali. Nel 1972 fonda i Matching Mole, omofonia di "machine molle" - traduzione francese di "soft machine" - con i quali intende idealmente proseguire la strada dei primi Soft Machine; il nuovo gruppo si scioglierà dopo circa un anno in seguito al grave incidente che renderà Wyatt paraplegico.

### Il dopo-Wyatt
In seguito alla dipartita di Robert Wyatt, il nuovo batterista è l'australiano Phil Howard, che viene però congedato dopo la registrazione della prima facciata di Fifth, uscito nel 1972, e sostituito dall'ex Nucleus John Stanley Marshall. Il nuovo album risente pesantemente della mancanza dei tre psichedelici fondatori che hanno lasciato la band, Allen, Ayers e Wyatt, e si limita a ricalcare a grandi linee il precedente Fourth sotto la guida di Ratledge e del sassofonista Elton Dean.
Lo stesso Dean lascia la band dopo l'uscita del disco e nel successivo lavoro, Six, che esce nel 1973, il suo posto viene preso da un altro ex Nucleus, il sassofonista e tastierista gallese Karl Jenkins. L'album viene registrato in parte dal vivo e in parte in studio, e la musica, che è sempre più saldamente nelle mani di Ratledge, si discosta leggermente dai binari della fusion per addentrarsi nell'avanguardia elettronica. Malgrado che il sound sia sempre più compassato e ormai lontano dalla freschezza e creatività di Third, le evoluzioni al piano di Ratledge, il sempre costruttivo apporto di Hopper e del nuovo entrato Jenkins contribuiscono a realizzare un'opera gradevole.
Dopo Six esce anche Hopper, che ha pronto il suo album di esordio da solista, adducendo tale decisione allo scarso livello musicale di Jenkins. Al suo posto entra nuovamente un ex Nucleus, il bassista Roy Babbington, e con la nuova formazione viene registrato nel 1974 Seven, che conferma il progressivo declino della band. Jenkins acquisisce sempre più spazio e firma buona parte dei brani.

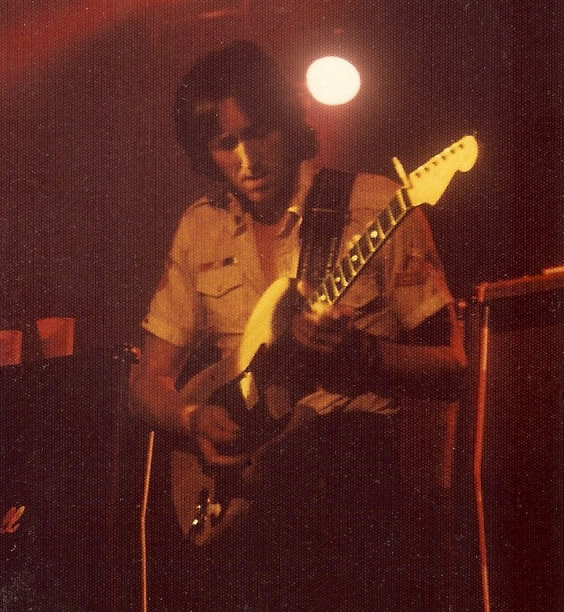
Allan Holdsworth nel 1978

Nel 1975 viene pubblicato Bundles con due grandi novità, l'abbandono dopo molti anni dell'etichetta CBS, registrando ora per la Harvest Records, e l'ingresso di un quarto ex Nucleus, il chitarrista Allan Holdsworth, il primo a occupare tale ruolo dall'abbandono di Daevid Allen. Il nuovo arrivato, un virtuoso dello strumento che arriva a suonare a una velocità impressionante, contribuisce a dissolvere un po' dell'aria stagnante in cui è immerso il gruppo, e lo traghetta dalle cupe atmosfere sperimentali a quelle di un jazz rock più moderno, che richiama vagamente quello espresso a quei tempi da Al Di Meola.
Ratledge, l'ultimo rimasto tra i fondatori del gruppo, a cui Jenkins ha gradualmente tolto lo scettro di leader, ha un ruolo decisamente minore rispetto a quello di tutti i lavori precedenti, e lascia la band nel 1976, quando erano cominciate le registrazioni del nuovo disco, per seguire altri progetti musicali. Tali progetti rimarranno però sostanzialmente solo tali, dopo alcuni lavori di secondo piano in collaborazione con Jenkins, sparirà dalla scena musicale in modo anonimo.
Nel 1976 i Soft Machine cominciano anche a diradare i loro lavori, anche Holdsworth se ne va e viene sostituito da John Etheridge. Con la nuova formazione registrano il loro ultimo album ufficiale in studio, Softs, a cui fanno seguito diverse date e un album dal vivo del 1977 intitolato Alive and Well. In quegli anni altri musicisti ruotano nella formazione e quella che registra in studio Land of Cockayine nel 1981 usando il nome Soft Machine, ha al suo interno solo Holdsworth dei più importanti membri del passato.
Le ultime date vengono tenute a Londra nel 1984 da una band comprendente tra gli altri Marshall, Jenkins ed Etheridge. Dopo questi concerti i Soft Machine si sciolgono.

### Gruppi satellite dopo lo scioglimento del 1984

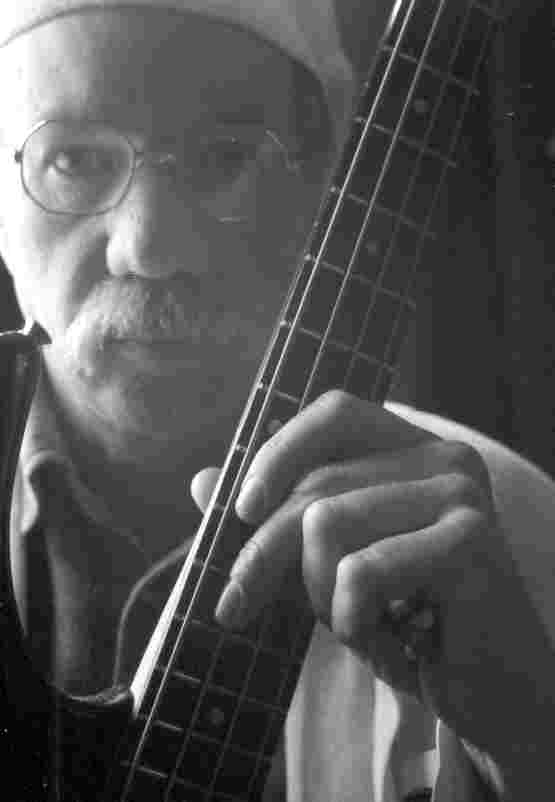
Hugh Hopper nel 2007

Dal 1988 in poi, sono stati pubblicati diversi album delle passate esibizioni dal vivo della band. Nel settembre 1999 si forma la prima band satellite dei Soft Machine, i Soft Ware, composti da Elton Dean, Hugh Hopper, John Marshall e Keith Tippett. Dopo l'abbandono di Tippett, nel 2002 a Hopper, Dean e Marshall si unisce Allan Holdsworth, il gruppo prende il nome Soft Works, compie alcuni tour e registra. Dalla fine del 2004, con Etheridge al posto di Holdsworth, prendono il nome Soft Machine Legacy e registrano i CD Live in Zaandam del 2005, l'album in studio Soft Machine Legacy e Live at the New Morning, entrambi del 2006.
Nello stesso anno muore Elton Dean, che viene sostituito dal sassofonista e flautista Theo Travis, ex Gong, e a dicembre registrano il loro lavoro in studio, Steam. Nel 2008 a Hopper viene diagnosticata una leucemia, e continuano le date con Fred Baker. Hopper muore nel 2009, e la Soft Machine Legacy continua l'attività con Babbington, che subentra per la seconda volta a Hugh Hopper.

### Ritorno al nome "Soft Machine"
Nell'autunno 2015 viene annunciato che i Soft Machine Legacy. con John Etheridge, il batterista John Marshall, il bassista Roy Babbington e il fiatista Theo Travis, hanno in programma un tour sotto il nome "Soft Machine", con date nei Paesi Bassi e in Belgio, a cui fanno seguito nuovi concerti nel Regno Unito nella primavera successiva.
Oltre ai concerti annunciati, il 4 settembre 2016 i Soft Machine prendono parte al festival di musica progressista "2 Days Prog + 1" a Veruno, in provincia di Novara. Quello stesso anno tengono un'altra serie di concerti nel Regno Unito che prosegue nel 2017. Il nuovo corso del gruppo prevede un numero limitato di concerti, la musica si discosta dalla psichedelia di fine anni sessanta e si basa soprattutto sulla fusion.
Un nuovo tour britannico ha luogo nel novembre 2017, durante il quale il gruppo si esibisce con brani degli anni settanta scritti soprattutto da Hugh Hopper, Mike Ratledge e Karl Jenkins. Nel 2018, tra gli altri appuntamenti, viene programmata una tournée in Giappone, una negli Stati Uniti per partecipare al ProgtoberFest 2018 a Chicago e la realizzazione di un nuovo disco in studio.
Il 7 settembre 2018 esce Hidden Details (il primo album dopo Land of Cockayne del 1981), che vede nella formazione Travis, Marshall, Babbington, Etheridge e Nick Utteridge come ospite. Nei mesi successivi compiono una tournée mondiale per promuovere il nuovo disco e nel marzo 2020 pubblicano Live At The Baked Potato, il loro primo album dal vivo ufficiale dopo Alive & Well: Recorded in Paris del 1977; contiene una selezione dei brani presentati durante la tournée mondiale del 2018-2019.

## Discografia

### Album in studio
- 1968 – The Soft Machine (Probe)
- 1969 – Volume Two (Probe)
- 1970 – Third (CBS)
- 1971 – Fourth (CBS)
- 1972 – Fifth (CBS)
- 1973 – Six (CBS)
- 1973 – Seven (CBS)
- 1975 – Bundles (Harvest)
- 1976 – Softs (Harvest)
- 1981 – Land of Cockayne (EMI)
- 2018 – Hidden Details (Tonefloat)

### Album dal vivo
- 1978 – Alive & Well: Recorded in Paris (Harvest)
- 1988 – Live at the Proms 1970 (Reckless)
- 1993 – BBC Radio 1 Live (ROIR)
- 1994 – BBC Radio 1 Live, Vol. 2 (Windsong)
- 1995 – Live at the Paradiso 1969 (Voiceprint Records)
- 1995 – Live in France (One Way)
- 1998 – Live 1970 (Blueprint)
- 1998 – Virtually (Cuneiform)
- 2000 – Noisette (Cuneiform)
- 2002 – Backwards (Cuneiform)
- 2002 – Facelift (Voiceprint Records)
- 2004 – Live in Concert (Strange Fruit)
- 2004 – Live in Paris (Cuneiform)
- 2004 – Somewhere in Soho (Voiceprint Records)
- 2020 – Live At The Baked Potato (Tonefloat)

### Raccolte
- 1972 – Faces And Places Vol.7 (BYG Records) demo registrati nell'aprile del 1967
- 1977 – Triple Echo (Harvest)
- 1990 – The Peel Session (Strange Fruit)
- 1994 – Rubber Riff (De Wolfe)
- 1996 – Spaced (Cuneiform)
- 2000 – Soft Machine (Dressed To Kill Records/BMG)
- 2003 – Kings of Canterbury (Recall)

### Singoli
- 1967 – Love Makes Sweet Music / Feelin' Reelin' Squeelin' (Polydor)
- 1968 – Joy of a Toy / Why Are We Sleeping? (Probe)
- 1977 – Soft Space (part 1) / Soft Space (part 2) (Harvest )

## Formazione

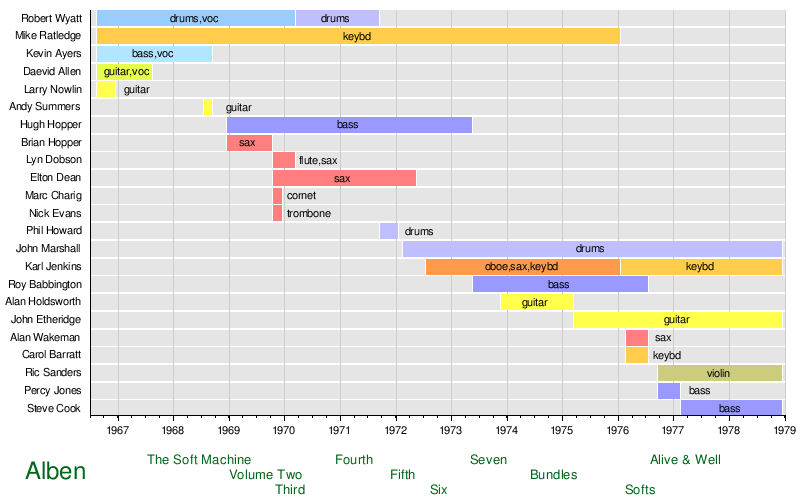
Grafico che evidenzia i cambiamenti delle formazioni dei Soft Machine dal 1966 al 1979

## Filmografia
- 2015 – Romantic Warriors III: Canterbury Tales